# آلبيرسباخ
آلبيرسباخ (بالألمانية: Alpirsbach) هي مدينة وبلدة ألمانية تقع في ألمانيا في فرويدنشتات. يقدر عدد سكانها بـ 6,847 نسمة .

## المدن التوأمة
مدينة Neuville-sur-Saône هي مدينة توأمة لـآلبيرسباخ.